# Mouloud Kaoua
Mouloud Kaoua, né le 12 mai 1971 à Constantine, est un ancien footballeur international algérien.

## Biographie
Mouloud Kaoua commence sa carrière avec le MO Constantine en 1990. Lors de la saison 1990-1991, Mouloud est champion d'Algérie avec le MOC.
En 1992, Kaoua signe en faveur de l'US Chaouia, un club de la ville d'Oum El Bouaghi, pas loin de sa ville natale. Il y remporte son deuxième titre de champion d'Algérie avec ce club en 1995.
En 1995, l'enfant de Constantine revient dans sa ville, mais cette fois il signe avec le club rival du MOC, le CSC. Il joue avec de grands noms à l'image de Bourahli, Mattem, Laïb, Ghoula et d'autres...
Lors de la saison 1996-1997, il remporte le titre de champion avec les verts et noirs.
En 1999, Mouloud termine sa carrière professionnelle sous les couleurs du CSC.  
Il compte 7 sélections en équipe d'Algérie entre 1993 et 1995.

## Statistiques en club
| Saison                | Club                  | Championnat           | Championnat | Championnat | Coupe(s) nationale(s) | Coupe(s) nationale(s) | Total | Total |
| Saison                | Club                  | Division              | M.          | B.          | M.                    | B.                    | M.    | B.    |
| 1990-1991             | MO Constantine        | 1                     | -           | 5           | 1                     | 0                     | 1     | 5     |
| 1991-1992             | MO Constantine        | 1                     | -           | -           | 1                     | 0                     | 1     | 0     |
| 1992-1993             | US Chaouia            | 1                     | -           | 7           | -                     | -                     | 0     | 7     |
| 1993-1994             | US Chaouia            | 1                     | -           | 9           | -                     | -                     | 0     | 9     |
| 1994-1995             | CS Constantine        | 1                     | -           | 6           | -                     | -                     | 0     | 6     |
| 1995-1996             | CS Constantine        | 1                     | -           | -           | -                     | -                     | 0     | 0     |
| 1996-1997             | CS Constantine        | 1                     | -           | 7           | -                     | -                     | 0     | 7     |
| 1997-1998             | CS Constantine        | 1                     | -           | -           | -                     | -                     | 0     | 0     |
| 1998-1999             | CS Constantine        | 1                     | -           | -           | -                     | -                     | 0     | 0     |
| 1999-2000             | CS Constantine        | 2                     | -           | 13          | -                     | 1                     | 0     | 14    |
| Total sur la carrière | Total sur la carrière | Total sur la carrière | +200        | +47         | +10                   | +1                    | 210   | 48    |

## Palmarès
MO Constantine  :
- Championnat d'Algérie (1) : 
  - Champion en 1991[1]

 US Chaouia  :
- Championnat d'Algérie (1) : 
  - Champion en 1994

 CS Constantine  :
- Championnat d'Algérie (1) : 
  - Champion en 1997[4]